# 15e étape du Tour de France 2004
La 15e étape du Tour de France 2004 s'est déroulée le 20 juillet 2004 sur 179 kilomètres entre Valréas et Villard-de-Lans. L'Américain Lance Armstrong s'est imposé et a pris le maillot jaune à l'issue de l'étape.

## Profil et parcours
Il s'agit d'une étape au parcours très accidenté traversant pour l'essentiel le massif du Vercors. Dans la Drôme, la première difficulté est la côte d'Aleyrac au km 15 en 3e catégorie. Après le sprint intermédiaire de Puy-Saint-Martin survient la côte éponyme en 3e catégorie (km 38) avant la traversée de Crest. Le col des Limouches (1086 m, 2e catégorie) est gravi puis descendu vers le sprint intermédiaire de Saint-Jean-en-Royans (km 115) où commence aussitôt l'ascension du col de l'Écharasson (1145 m, 1re catégorie) suivie d'une brève descente pour remonter le col de Carry en 3e catégorie (km 137). Passé Saint-Martin-en-Vercors, le col de Chalimont (1361 m, 2e catégorie) scelle l'arrivée dans l'Isère avant la traversée de Villard-de-Lans et l'ultime ascension en 2e catégorie à la Cote 2000 où est jugée l'arrivée.

## Classement de l'étape
En 2012, Levi Leipheimer fait partie des anciens coureurs de l'US Postal/Discovery Channel témoignant devant l'USADA des pratiques de dopage au sein de cette équipe. Il avoue s'être dopé entre 1999 et 2007. L'USADA le suspend pour six mois à compter du 1er septembre 2012 et lui retire les résultats sportifs obtenus du 1er juin 1999 au 30 juillet 2006, et du 7 au 29 juillet 2007.
| \| Classement de l'étape \| Classement de l'étape \| Classement de l'étape \| Classement de l'étape \| Classement de l'étape \| \| Coureur \| Coureur \| Pays \| Équipe \| Temps \| \| --------------------- \| --------------------- \| --------------------- \| ----------------------------- \| --------------------- \| \| 1er \| Lance Armstrong \| États-Unis \| US Postal Service-Berry Floor \| DQ \| \| 2e \| Ivan Basso \| Italie \| CSC \| + 0 s \| \| 3e \| Jan Ullrich \| Allemagne \| T-Mobile \| + 3 s \| \| 4e \| Andreas Klöden \| Allemagne \| T-Mobile \| + 6 s \| \| 5e \| Levi Leipheimer \| États-Unis \| Rabobank \| DQ \| \| 6e \| Richard Virenque \| France \| Quick Step-Davitamon \| + 48 s \| \| 7e \| Michael Rasmussen \| Danemark \| Rabobank \| + 49 s \| \| 8e \| José Azevedo \| Portugal \| US Postal Service-Berry Floor \| + 53 s \| \| 9e \| Jens Voigt \| Allemagne \| CSC \| + 1 min 04 s \| \| 10e \| Carlos Sastre \| Espagne \| CSC \| + 1 min 24 s \| |                   |            |                               |              |
| |                   |            |                               |              |
| |                   |            |                               |              |
| Classement de l'étape |                   |            |                               |              |
| Coureur | Coureur           | Pays       | Équipe                        | Temps        |
| 1er | Lance Armstrong   | États-Unis | US Postal Service-Berry Floor | DQ           |
| 2e | Ivan Basso        | Italie     | CSC                           | + 0 s        |
| 3e | Jan Ullrich       | Allemagne  | T-Mobile                      | + 3 s        |
| 4e | Andreas Klöden    | Allemagne  | T-Mobile                      | + 6 s        |
| 5e | Levi Leipheimer   | États-Unis | Rabobank                      | DQ           |
| 6e | Richard Virenque  | France     | Quick Step-Davitamon          | + 48 s       |
| 7e | Michael Rasmussen | Danemark   | Rabobank                      | + 49 s       |
| 8e | José Azevedo      | Portugal   | US Postal Service-Berry Floor | + 53 s       |
| 9e | Jens Voigt        | Allemagne  | CSC                           | + 1 min 04 s |
| 10e | Carlos Sastre     | Espagne    | CSC                           | + 1 min 24 s |

## Classement général
| \| Classement général \| Classement général \| Classement général \| Classement général \| Classement général \| \| Coureur \| Coureur \| Pays \| Équipe \| Temps \| \| ------------------ \| ------------------ \| ------------------ \| ----------------------------- \| ------------------ \| \| 1er \| Lance Armstrong \| États-Unis \| US Postal Service-Berry Floor \| DQ \| \| 2e \| Ivan Basso \| Italie \| CSC \| + 1 min 25 s \| \| 3e \| Andreas Klöden \| Allemagne \| T-Mobile \| + 3 min 22 s \| \| 4e \| Francisco Mancebo \| Espagne \| Illes Balears-Banesto \| + 5 min 39 s \| \| 5e \| Jan Ullrich \| Allemagne \| T-Mobile \| + 6 min 54 s \| \| 6e \| José Azevedo \| Portugal \| US Postal Service-Berry Floor \| + 7 min 34 s \| \| 7e \| Georg Totschnig \| Autriche \| Gerolsteiner \| + 8 min 19 s \| \| 8e \| Thomas Voeckler \| France \| Brioches La Boulangère \| + 9 min 28 s \| \| 9e \| Pietro Caucchioli \| Italie \| Alessio-Bianchi \| + 10 min 10 s \| \| 10e \| Levi Leipheimer \| États-Unis \| Rabobank \| DQ \| |                   |            |                               |               |
| |                   |            |                               |               |
| |                   |            |                               |               |
| Classement général |                   |            |                               |               |
| Coureur | Coureur           | Pays       | Équipe                        | Temps         |
| 1er | Lance Armstrong   | États-Unis | US Postal Service-Berry Floor | DQ            |
| 2e | Ivan Basso        | Italie     | CSC                           | + 1 min 25 s  |
| 3e | Andreas Klöden    | Allemagne  | T-Mobile                      | + 3 min 22 s  |
| 4e | Francisco Mancebo | Espagne    | Illes Balears-Banesto         | + 5 min 39 s  |
| 5e | Jan Ullrich       | Allemagne  | T-Mobile                      | + 6 min 54 s  |
| 6e | José Azevedo      | Portugal   | US Postal Service-Berry Floor | + 7 min 34 s  |
| 7e | Georg Totschnig   | Autriche   | Gerolsteiner                  | + 8 min 19 s  |
| 8e | Thomas Voeckler   | France     | Brioches La Boulangère        | + 9 min 28 s  |
| 9e | Pietro Caucchioli | Italie     | Alessio-Bianchi               | + 10 min 10 s |
| 10e | Levi Leipheimer   | États-Unis | Rabobank                      | DQ            |

## Classements annexes
| Classement par points | Classement par points | Classement par points | Classement par points           | Classement par points |
| Coureur               | Coureur               | Pays                  | Équipe                          | Points                |
| --------------------- | --------------------- | --------------------- | ------------------------------- | --------------------- |
| 1er                   | Robbie McEwen         | Australie             | Lotto-Domo                      | 225 pts               |
| 2e                    | Thor Hushovd          | Norvège               | Crédit Agricole                 | 213 pts               |
| 3e                    | Erik Zabel            | Allemagne             | T-Mobile                        | 212 pts               |
| 4e                    | Stuart O'Grady        | Australie             | Cofidis-Le Crédit par Téléphone | 204 pts               |
| 5e                    | Danilo Hondo          | Allemagne             | Gerolsteiner                    | 189 pts               |

| Classement par points | Classement par points | Classement par points | Classement par points           | Classement par points |
| Coureur               | Coureur               | Pays                  | Équipe                          | Points                |
| --------------------- | --------------------- | --------------------- | ------------------------------- | --------------------- |
| 1er                   | Robbie McEwen         | Australie             | Lotto-Domo                      | 225 pts               |
| 2e                    | Thor Hushovd          | Norvège               | Crédit Agricole                 | 213 pts               |
| 3e                    | Erik Zabel            | Allemagne             | T-Mobile                        | 212 pts               |
| 4e                    | Stuart O'Grady        | Australie             | Cofidis-Le Crédit par Téléphone | 204 pts               |
| 5e                    | Danilo Hondo          | Allemagne             | Gerolsteiner                    | 189 pts               |

| Classement de la montagne | Classement de la montagne | Classement de la montagne | Classement de la montagne     | Classement de la montagne |
| Coureur                   | Coureur                   | Pays                      | Équipe                        | Points                    |
| ------------------------- | ------------------------- | ------------------------- | ----------------------------- | ------------------------- |
| 1er                       | Richard Virenque          | France                    | Quick Step-Davitamon          | 177 pts                   |
| 2e                        | Lance Armstrong           | États-Unis                | US Postal Service-Berry Floor | DQ                        |
| 3e                        | Michael Rasmussen         | Danemark                  | Rabobank                      | 95 pts                    |
| 4e                        | Ivan Basso                | Italie                    | CSC                           | 91 pts                    |
| 5e                        | Christophe Moreau         | France                    | Crédit Agricole               | 78 pts                    |

| Classement de la montagne | Classement de la montagne | Classement de la montagne | Classement de la montagne     | Classement de la montagne |
| Coureur                   | Coureur                   | Pays                      | Équipe                        | Points                    |
| ------------------------- | ------------------------- | ------------------------- | ----------------------------- | ------------------------- |
| 1er                       | Richard Virenque          | France                    | Quick Step-Davitamon          | 177 pts                   |
| 2e                        | Lance Armstrong           | États-Unis                | US Postal Service-Berry Floor | DQ                        |
| 3e                        | Michael Rasmussen         | Danemark                  | Rabobank                      | 95 pts                    |
| 4e                        | Ivan Basso                | Italie                    | CSC                           | 91 pts                    |
| 5e                        | Christophe Moreau         | France                    | Crédit Agricole               | 78 pts                    |

| Classement du meilleur jeune | Classement du meilleur jeune | Classement du meilleur jeune | Classement du meilleur jeune | Classement du meilleur jeune |
| Coureur                      | Coureur                      | Pays                         | Équipe                       | Temps                        |
| ---------------------------- | ---------------------------- | ---------------------------- | ---------------------------- | ---------------------------- |
| 1er                          | Thomas Voeckler              | France                       | Brioches La Boulangère       | 67 h 23 min 11 s             |
| 2e                           | Sandy Casar                  | France                       | Fdjeux.com                   | + 7 min 41 s                 |
| 3e                           | Vladimir Karpets             | Russie                       | Illes Balears-Banesto        | + 7 min 54 s                 |
| 4e                           | Iker Camaño                  | Espagne                      | Euskaltel-Euskadi            | + 13 min 25 s                |
| 5e                           | Michele Scarponi             | Italie                       | Domina Vacanze               | + 13 min 44 s                |

| Classement du meilleur jeune | Classement du meilleur jeune | Classement du meilleur jeune | Classement du meilleur jeune | Classement du meilleur jeune |
| Coureur                      | Coureur                      | Pays                         | Équipe                       | Temps                        |
| ---------------------------- | ---------------------------- | ---------------------------- | ---------------------------- | ---------------------------- |
| 1er                          | Thomas Voeckler              | France                       | Brioches La Boulangère       | 67 h 23 min 11 s             |
| 2e                           | Sandy Casar                  | France                       | Fdjeux.com                   | + 7 min 41 s                 |
| 3e                           | Vladimir Karpets             | Russie                       | Illes Balears-Banesto        | + 7 min 54 s                 |
| 4e                           | Iker Camaño                  | Espagne                      | Euskaltel-Euskadi            | + 13 min 25 s                |
| 5e                           | Michele Scarponi             | Italie                       | Domina Vacanze               | + 13 min 44 s                |

| Classement par équipes | Classement par équipes        | Classement par équipes | Classement par équipes |
| Équipe                 | Équipe                        | Pays                   | Temps                  |
| ---------------------- | ----------------------------- | ---------------------- | ---------------------- |
| 1re                    | CSC                           | Danemark               | 199 h 34 min 26 s      |
| 2e                     | T-Mobile                      | Allemagne              | + 55 s                 |
| 3e                     | US Postal Service-Berry Floor | États-Unis             | + 6 min 41 s           |
| 4e                     | Phonak Hearing Systems        | Suisse                 | + 26 min 39 s          |
| 5e                     | Illes Balears-Banesto         | Espagne                | + 35 min 56 s          |

| Classement par équipes | Classement par équipes        | Classement par équipes | Classement par équipes |
| Équipe                 | Équipe                        | Pays                   | Temps                  |
| ---------------------- | ----------------------------- | ---------------------- | ---------------------- |
| 1re                    | CSC                           | Danemark               | 199 h 34 min 26 s      |
| 2e                     | T-Mobile                      | Allemagne              | + 55 s                 |
| 3e                     | US Postal Service-Berry Floor | États-Unis             | + 6 min 41 s           |
| 4e                     | Phonak Hearing Systems        | Suisse                 | + 26 min 39 s          |
| 5e                     | Illes Balears-Banesto         | Espagne                | + 35 min 56 s          |